# مانی کسراییان
مانی کسراییان (زادهٔ ۱۳۵۵) بازیگر اهل ایران است.

## زندگی‌نامه
مانی کسرائیان در سال ۱۳۵۵ در شیراز به دنیا آمد. او پس از ترک ایران، به همراه چند تن از بازیگران سینما و تلویزیون ایران به بخش تولید فیلم و سریال شبکه ماهواره‌ای جم پیوست. وی در حال حاضر در استانبول زندگی و فعالیت می‌کند. کسرائیان در پاییز ۱۳۹۷ در خلال برنامه بچه‌های رنگین کمان از تلویزیون ایران اینترنشنال اعلام کرد که همجنسگراست. او پیشتر در فیلم جایی دیگر (۱۳۸۱) نیز نقش یک دگرباش تراجنسی را بازی کرده‌بود.

## فیلم‌شناسی

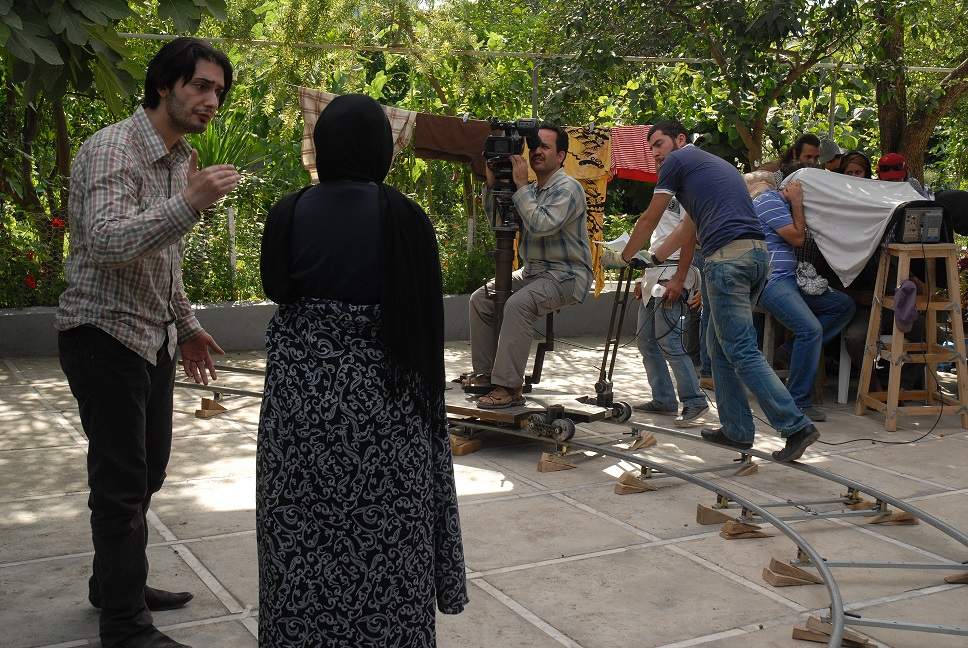
کسراییان در مجموعهٔ تلویزیونی یک روز قبل

### فیلم‌های سینمایی
- ساکن طبقه وسط (۱۳۹۲)
- دوباره با هم (۱۳۹۰)
- زن سمی (۱۳۸۲)
- جایی دیگر (۱۳۸۱)
- مانی و ندا (۱۳۷۹)
- هفت پرده (۱۳۷۹)
- عشق طاهر (۱۳۷۸)
- بانوی اردیبهشت (۱۳۷۶)
- روزی که هوا ایستاد (۱۳۷۶)

### مجموعه‌های تلویزیونی
- رولت (۱۳۹۶)
- آبی عشق (۱۳۹۵)
- جایی میان تاریکی (۱۳۹۵)
- یک روز قبل (۱۳۸۹)
- کلانتر ۳ (۱۳۸۸)
- یلدا (۱۳۸۷)
- باران بهاری (۱۳۸۴)
- مردان کوچک (۱۳۸۳)
- داستان یک شهر (۱۳۸۰)